# Amblytylus nasutus
Amblytylus nasutus је врста стенице из потфамилије Phylinae.

## Опис
Врсте из рода Amblytylus су генерално зеленкасто-жуте јединке овално издуженог тела. Глава је поприлично дуга и њена дужина је приближно једнака ширини. Горња површина тела је густо покривена длакама, које су код врсте Amblytylus nasutus тамно обојене. Просечна дужина мужјака износи од 4,2 до 4,7 милиметара, односно од 3,8 до 4,7 код женки. Ово је летња врста, адулти се срећу у периоду од почетка јуна до краја августа. Презимљавају у стадијуму јајета.

## Станиште
Насељава сува и делимично влажна травната станишта. У односу на остале врсте рода, врста Amblytylus nasutus за домаћина бира већи број биљних врста (често су у питању врсте из породице трава).

## Распрострањење
Врста је широко распрострањена у централној и јужној Европи. Насељава Србију, Босну и Херцеговину, Словенију, Аустрију, Албанију, Мађарску, Бугарску, Чешку Републику, Македонију, као и још многе земље Европе. Забележена и на континенталном делу Шпаније.

## Синоними
- Kirschbaum, 1856